# Сачургулио
Сачургулио (груз. საჭურღულიო) — село в Грузии, на территории Зугдидского муниципалитета края (мхаре) Самегрело-Верхняя Сванетия.

## География
Село находится в западной части Грузии, на расстоянии приблизительно 6 километров (по прямой) к востоку от города Зугдиди, административного центра муниципалитета. Абсолютная высота — 213 метров над уровнем моря.

## Население
По результатам официальной переписи населения 2014 года в Сачургулио проживало 88 человек (42 мужчины и 46 женщин). В национальной структуре населения грузины составляли 100 %.
| Год  | Население, человек |
| ---- | ------------------ |
| 2002 | 220                |
| 2014 | ↘ 88               |